# Odontopera pulveraria
Odontopera pulveraria là một loài bướm đêm trong họ Geometridae.